# Vadonia mainoldii
Vadonia mainoldii là một loài bọ cánh cứng trong họ Cerambycidae.